# 乔科尼奥维雄陶
乔科尼奥维雄陶，是匈牙利绍莫吉州所辖的一个村。总面积81.29平方公里，总人口1634，人口密度20.1人/平方公里（2011年1月1日）。